# Colégio de Gaia
O Colégio de Gaia/Toyota é um clube de andebol feminino português, sediado em Vila Nova de Gaia, Pavilhão n.º 2 do Colégio de Gaia. 
MEDIDAS - 40x20m 
LOTAÇÃO - 500

## Palmarés
- Campeonato Nacional de Andebol Feminino

Vencedor (3): 1990–91, 2016–17, 2018–19
- Taça de Portugal de Andebol Feminino

Vencedor (4): 1989–90, 1997–98, 2016–17, 2018–19
- Supertaça Portuguesa de Andebol Feminino

Vencedor (3): 1991, 1997, 2019